# Distrikt Mamara

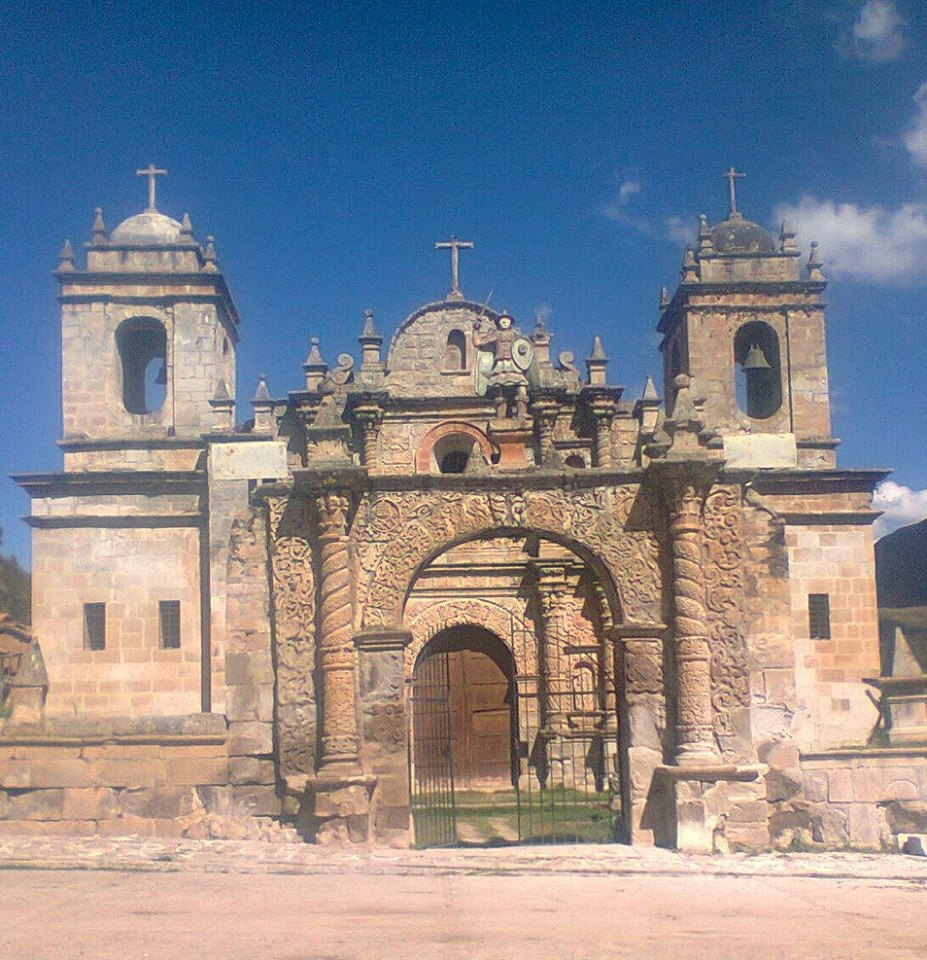
Templo San Miguel de Mamara

Der Distrikt Mamara liegt in der Provinz Grau in der Region Apurímac im zentralen Süden von Peru. Der Distrikt wurde am 2. Januar 1857 gegründet. Er besitzt eine Fläche von 62,7 km². Beim Zensus 2017 wurden 904 Einwohner gezählt. Im Jahr 1993 lag die Einwohnerzahl bei 1007, im Jahr 2007 bei 938. Die Distriktverwaltung befindet sich in der 3590 m hoch gelegenen Ortschaft Mamara mit 554 Einwohnern (Stand 2017). Mamara liegt knapp 19 km südsüdöstlich der Provinzhauptstadt Chuquibambilla.

## Geographische Lage
Der Distrikt Mamara liegt im Andenhochland am rechten Flussufer des nach Nordwesten fließenden Río Vilcabamba (im Oberlauf Río Oropesa) im Nordosten der Provinz Grau.
Der Distrikt Mamara grenzt im Westen an den Distrikt Turpay, im Nordwesten an den Distrikt San Antonio, im Nordosten an den Distrikt Micaela Bastidas sowie im Süden an den Distrikt Oropesa (Provinz Antabamba).